# Битюг (Воронежская область)
Битюг — посёлок в Новоусманском районе Воронежской области России.
Входит в состав Хлебенского сельского поселения.

## Население
| 2008 | 2010 |
| ---- | ---- |
| 13   | ↗17  |

## География
Расположен юго-западнее центра сельского поселения — села Хлебного.

## Климат
Климат умеренно континентальный. Количество осадков колеблется от 500 до 650 мм. Населенный пункт располагается в лесостепной зоне.

## История
Ранее посёлок был усадьбой «Ивановское», принадлежавшей воронежскому архитектору С. Л. Мысловскому. В 1900 году в 31 дворе села проживало 246 жителей.

## Виды Битюга

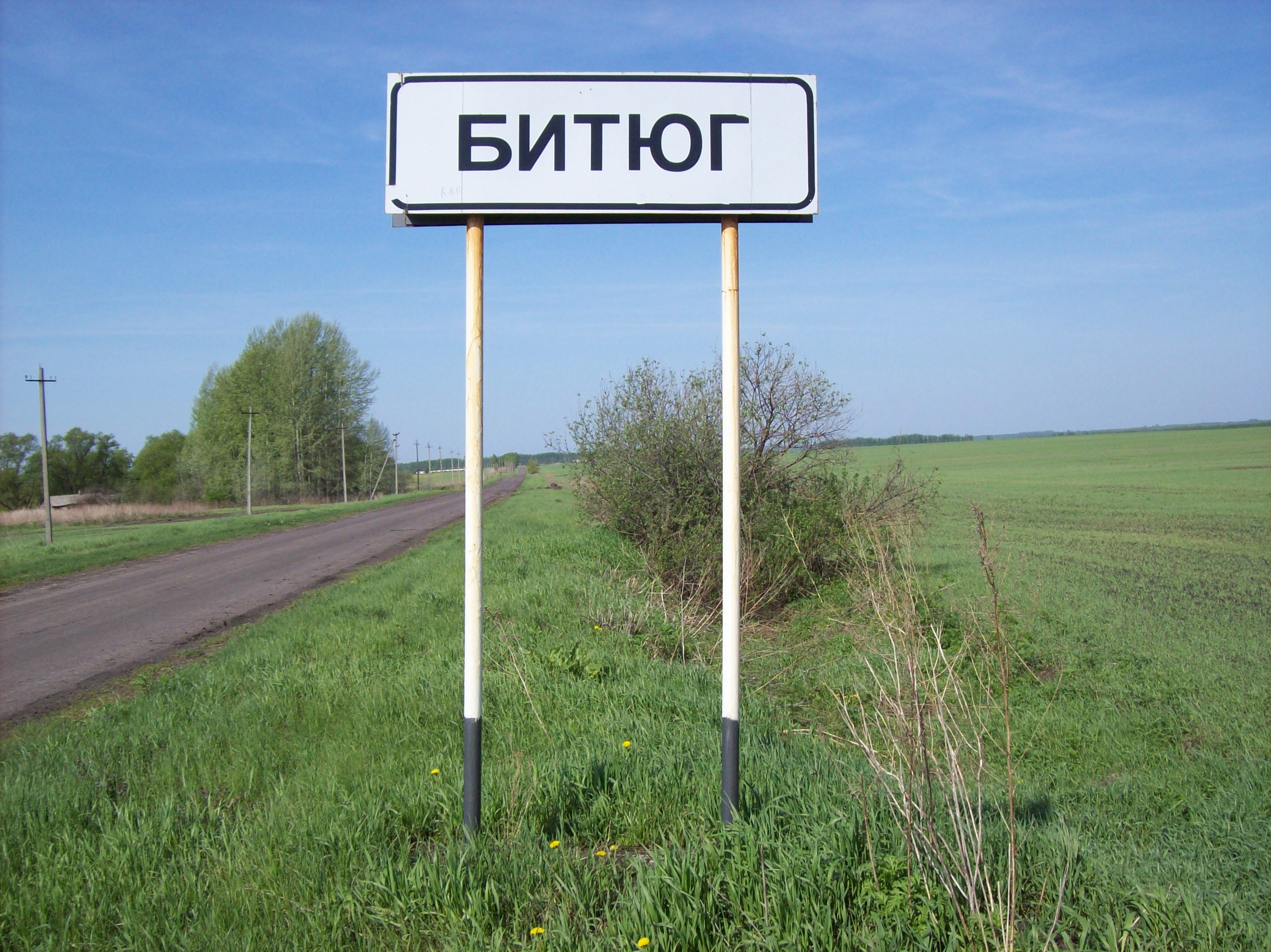
Въезд в п. Битюг
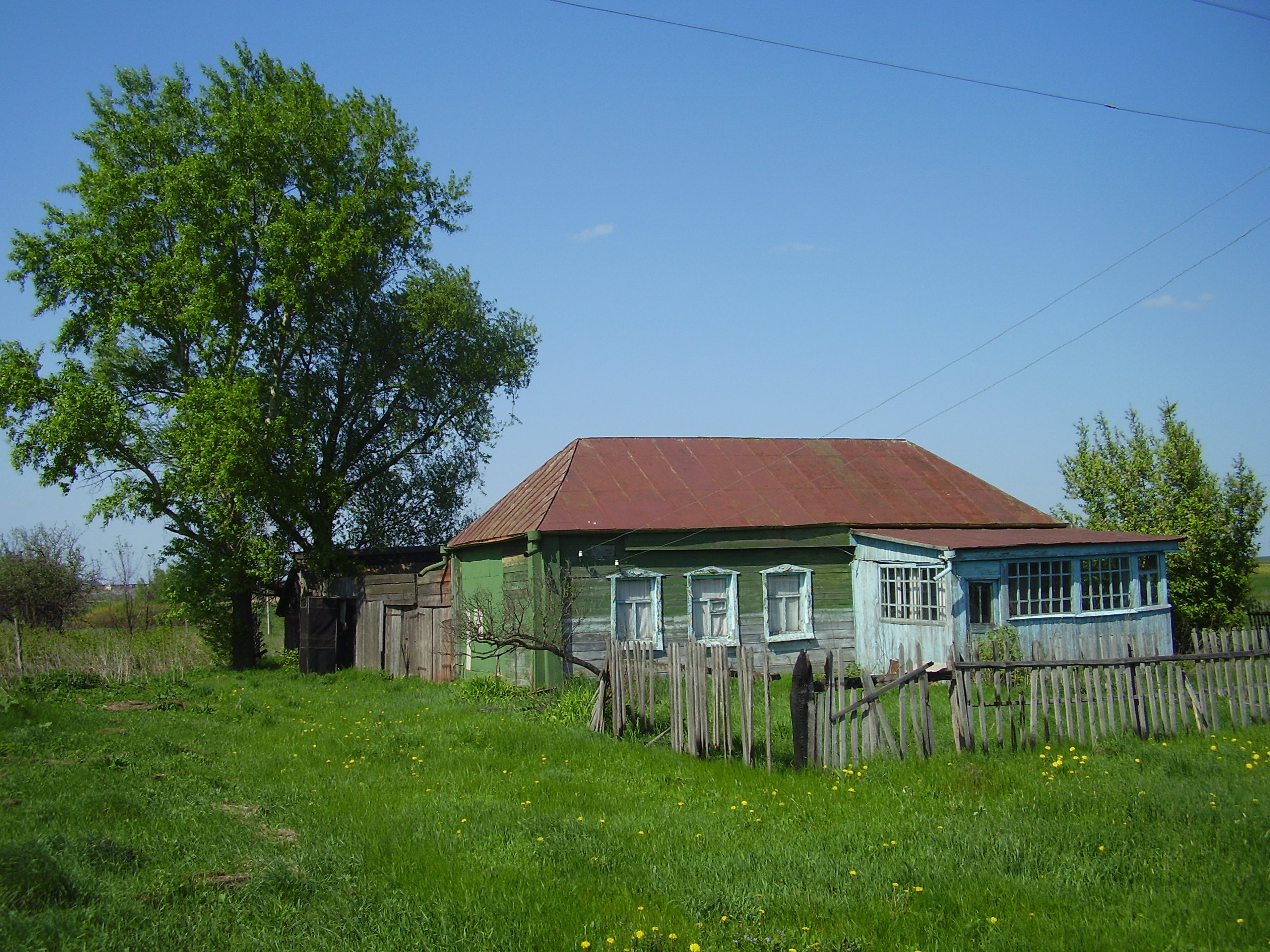
Дом на Битюге
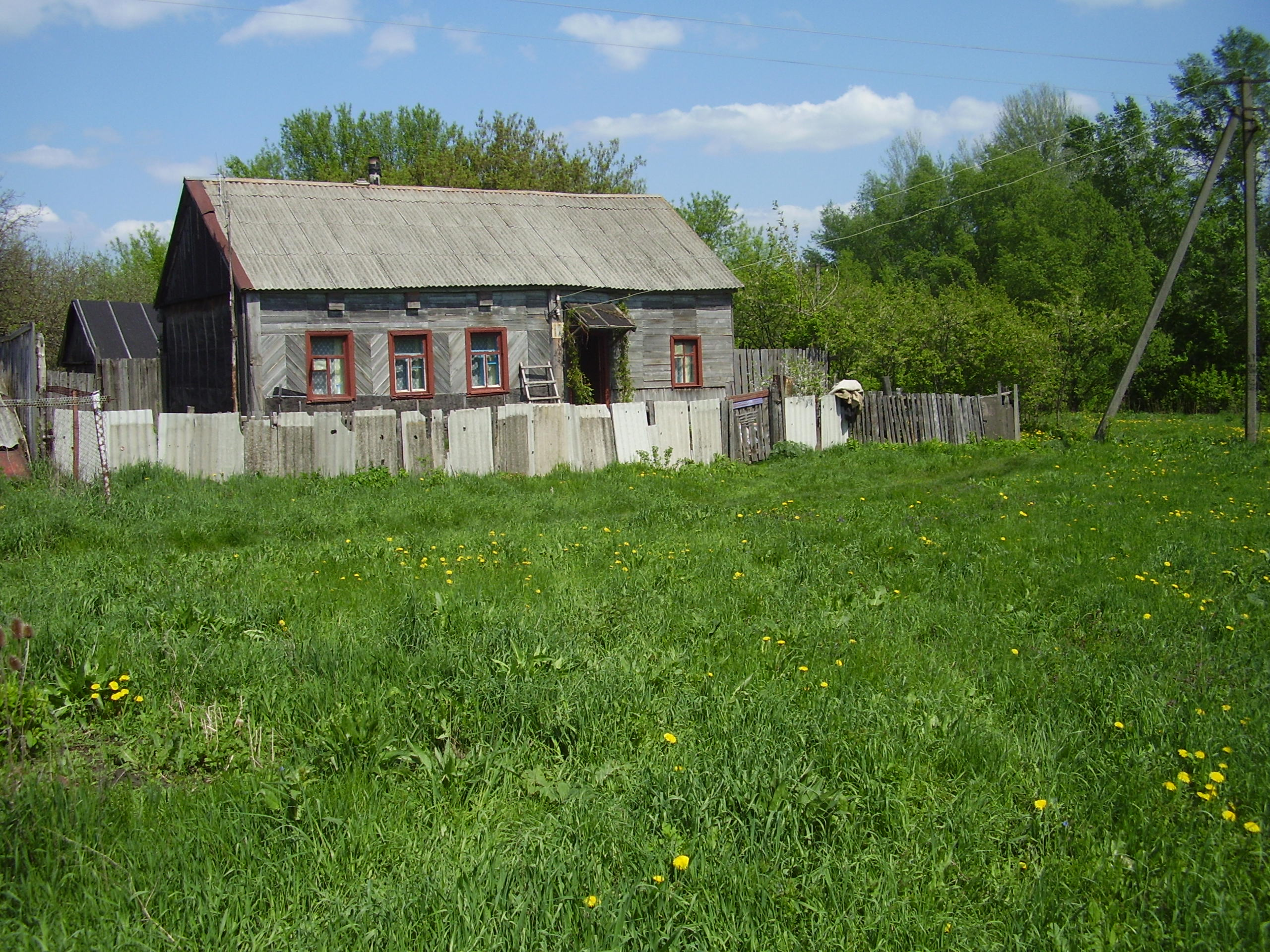
Дом на Битюге
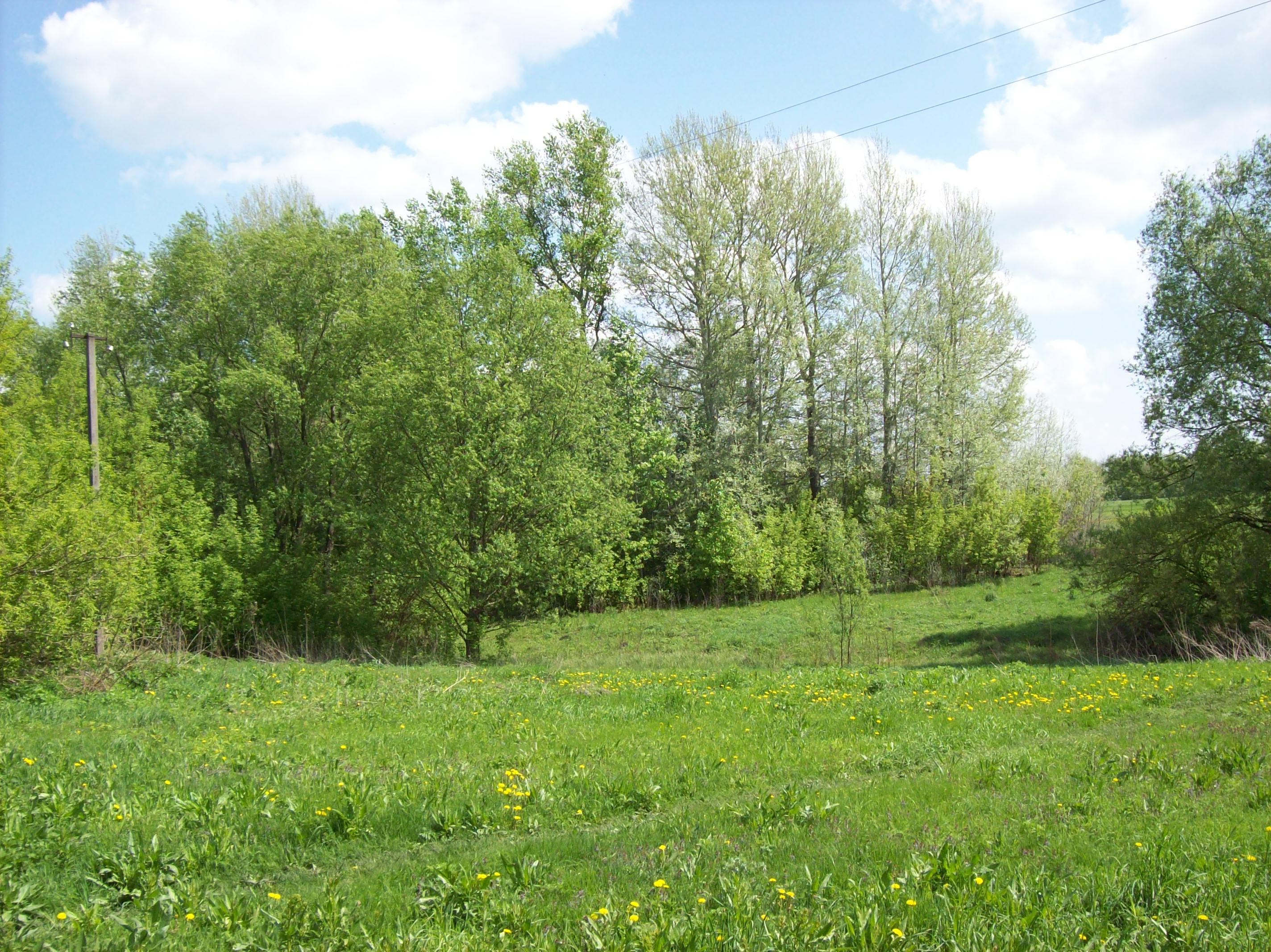
Деревья в мае на Битюге
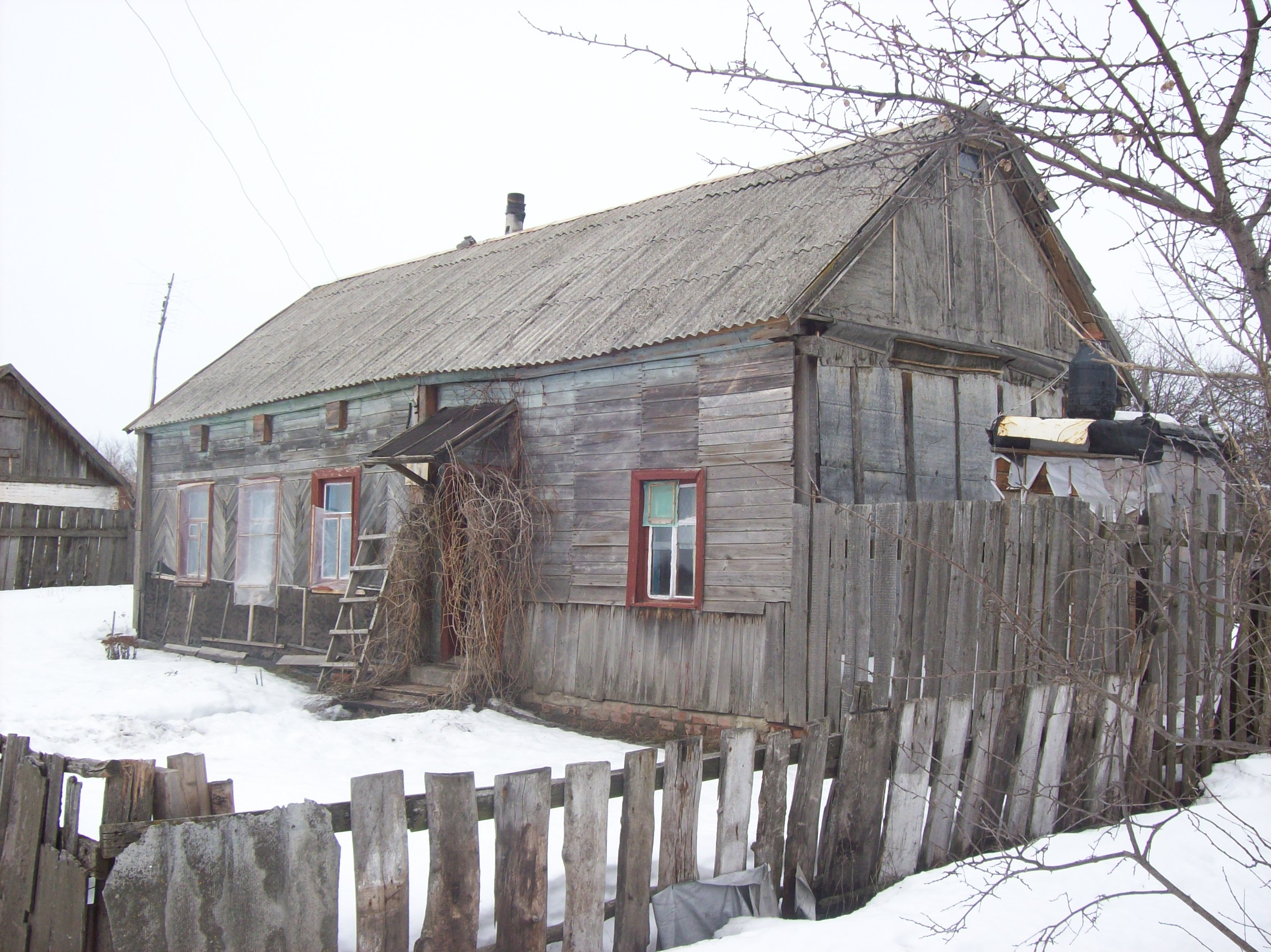
Битюг 21.03.2010
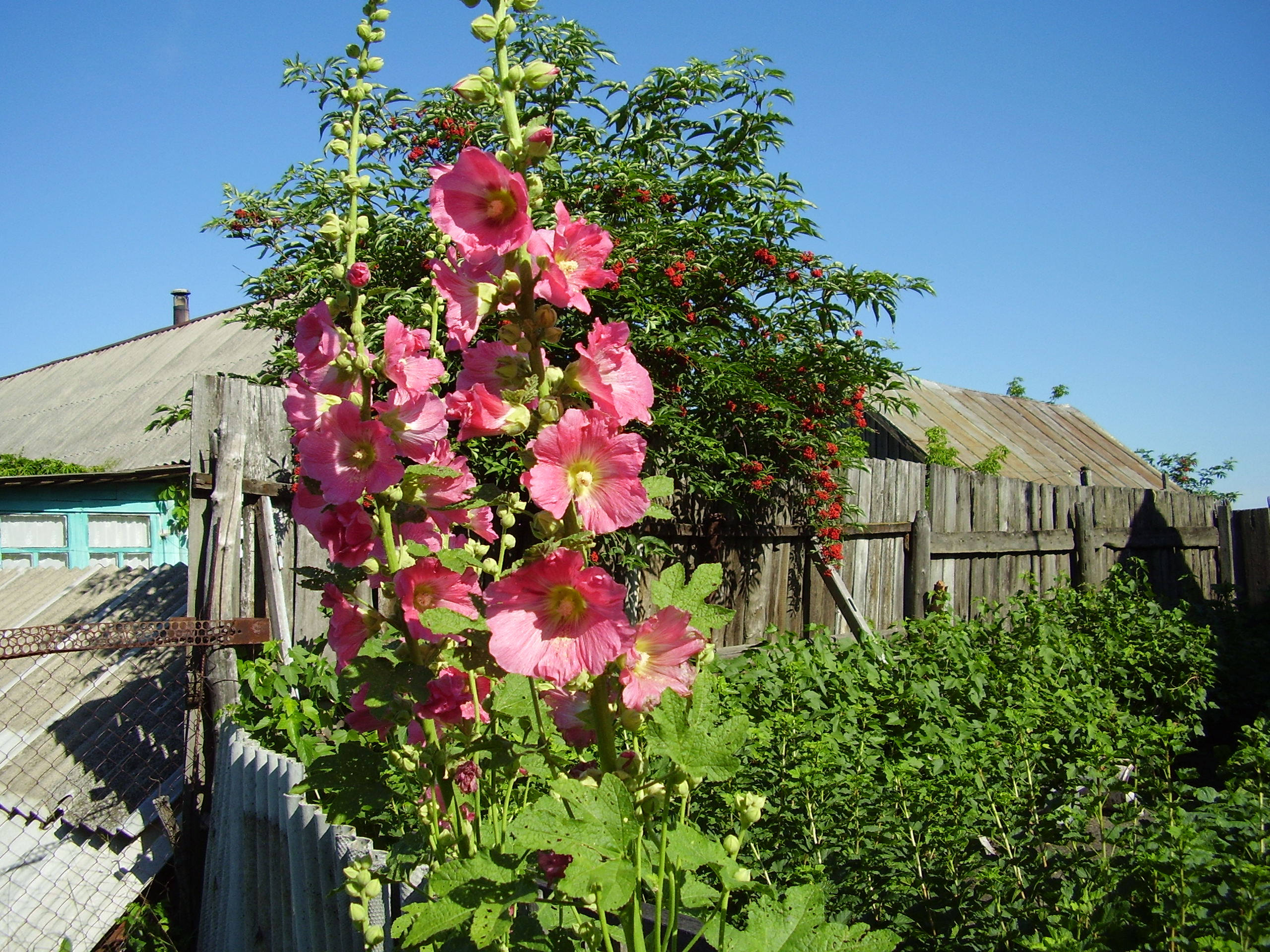
Цветы у забора в одном из домов